# ديتر كارتين
ديتر كارتين (بالألمانية: Dieter Kürten)‏ (و. 1935  م) هو صحفي ألماني، ولد في دويسبورغ.

## جوائز
حصل على جوائز منها:
- جائزة رجل التعادل للسنة (1974)[5]
- Hessian Order of Merit at ribbon ‏

## وصلات خارجية
- ديتر كارتين على موقع IMDb (الإنجليزية)
- ديتر كارتين على موقع مونزينجر (الألمانية)
- ديتر كارتين على موقع ديسكوغز (الإنجليزية)
- ديتر كارتين على موقع قاعدة بيانات الفيلم (الإنجليزية)

- ديتر كارتين في قاعدة بيانات الأفلام على الإنترنت